# New Frontier Hotel and Casino
New Frontier Hotel and Casino – w przeszłości stanowił hotel i kasyno, położony przy bulwarze Las Vegas Strip w Paradise, w stanie Nevada. 
Frontier, otwarty 30 października 1942 roku, był drugim obiektem tego typu w historii, który powstał przy Strip. Kompleks został zamknięty 16 lipca 2007 roku o godz. 24:00, by zrobić miejsce dla nowego resortu, który byłby inspirowany nowojorskim Plaza Hotel. Implozja Frontier, i przygotowania do niej, zostały sfilmowane przez National Geographic Channel na potrzeby programu Blowdown: Vegas Casino. 
Wielki znak z logo Frontier znajdował się przy Strip aż do grudnia 2008 roku, kiedy to został ostatecznie usunięty na prośbę Steve'a Wynna tuż przed otwarciem Encore. 

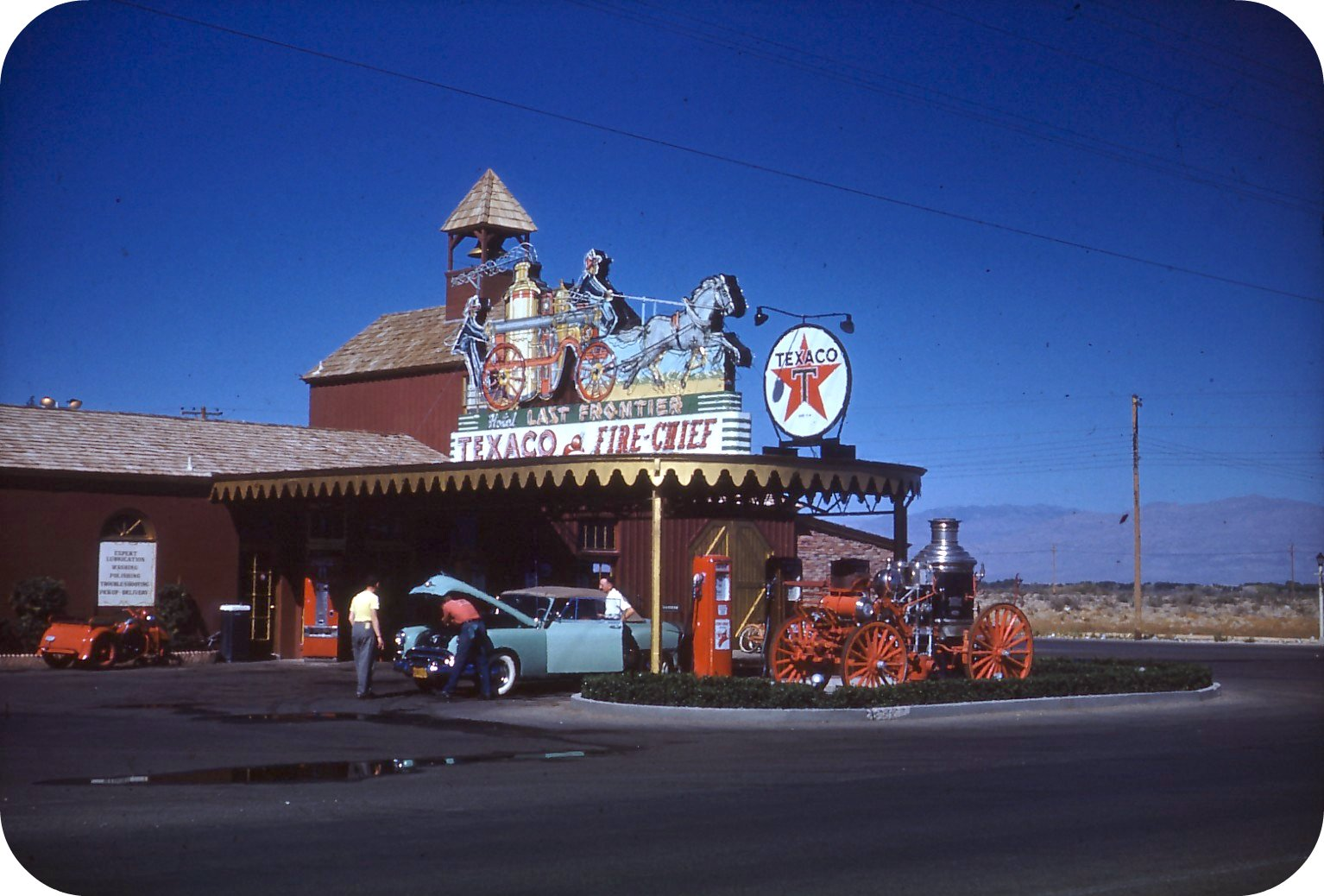
Frontier pod koniec lat 40. XX wieku

## Historia
Obiekt początkowo był klubem nocnym o nazwie Pair-O-Dice i został otwarty w latach 30. XX wieku. W 1936 roku jego nazwę zmieniono na The Ambassador Night Club, a trzy lata później przemianowano go na 91 Club. W 1942 roku budynek poddano przebudowom i otwarto jako Hotel Last Frontier. 4 kwietnia 1955 roku, wskutek gruntownej modernizacji obiektu, jego nazwę zmieniono na New Frontier.
W 1956 roku we Frontier wystąpił Elvis Presley – był to jego pierwszy koncert w Las Vegas. Z kolei 14 stycznia 1970 roku w obiekcie swój ostatni występ dał zespół Diana Ross and The Supremes.
W latach 50. i 60. New Frontier wielokrotnie zmieniał właścicieli i operatorów. W latach 1966–1967 sekretne udziały w obiekcie posiadali Anthony Joseph Zerilli i Michael Polizzi, dwóch członków grupy mafijnej z Detroit.
22 września 1967 roku New Frontier został wykupiony za 14 milionów dolarów przez Howarda Hughesa, który następnie skrócił jego nazwę do The Frontier. Wśród wcześniejszych właścicieli znajdował się między innymi Steve Wynn, posiadający 5% udziałów we Frontier. Była to jednocześnie jedna z jego pierwszych inwestycji w Las Vegas. Wynn tłumaczył później, że nie wiedział o tym, iż współudziałowcy mieli mafijne powiązania.   
W 1988 roku Margaret Elardi odkupiła The Frontier od należącej do Hughesa korporacji Summa Corp. Jako nowa właściciela, zamknęła sekcję rozrywkową obiektu, w której występował duet Siegfried i Roy, a także ograniczyła działalność hotelu. We wrześniu 1991 roku pracownicy obiektu rozpoczęli strajk, który trwał przez kilka kolejnych lat.
W 1998 roku deweloper Phil Ruffin wykupił kompleks od Margaret Elardi i jej dwóch synów, a w 1999 roku przywrócił jego wcześniejszą nazwę – The New Frontier.
Następnie Ruffin sprzedał The New Frontier korporacji ELAD, której własnością jest The Plaza New York. Plany ELAD zakładają budowę w jego miejscu Las Vegas Plaza. 
The New Frontier został zamknięty 16 lipca 2007 roku i poddany implozji 13 listopada, za którą odpowiadała Clauss Construction and Controlled Demolition, Inc. W grudniu 2008 roku usunięty został znak, ostatnia pozostałość po New Frontier. Stał się on własnością lidera zespołu The Killers, Brandona Flowersa, który umieścił go na własnym, niewielkim obszarze pustyni w Nevadzie. 

## Plany zagospodarowania terenu

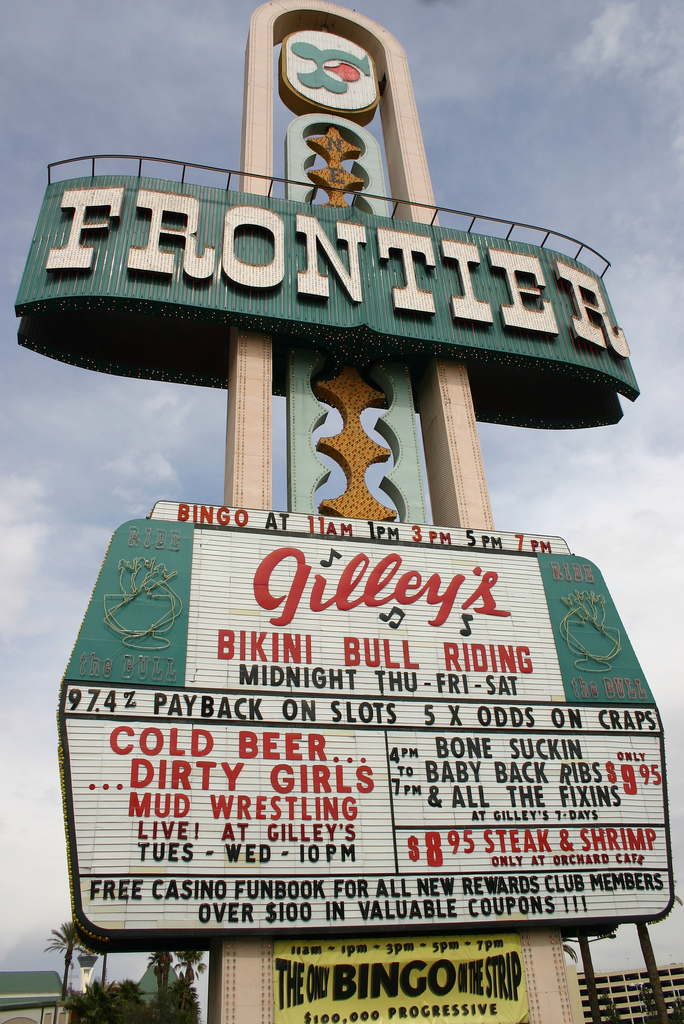
Znak Frontier tuż przed usunięciem

### Trump Tower
Donald Trump, we współpracy z Ruffinem, wybudował luksusowy hotel apartamentowy, Trump Hotel Las Vegas, który powstał na części obszaru zajmowanego w przeszłości przez Frontier. 

### Montreux Las Vegas
Phil Ruffin dążył do budowy megakompleksu Montreux, wartego w sumie ponad 2 miliardy dolarów. Jego jedynym właścicielem miał być Ruffin, który gotów był przeznaczyć na ten cel całą sumę. Nazwa Montreux miała być zaczerpnięta od szwajcarskiego miasta, w którym organizowany jest doroczny Montreux Jazz Festival. 
Kompleks, złożony z 2.750 pokoi, miał w założeniu stanowić konkurencję dla The Mirage oraz Paris, a jego motyw przewodni miała stanowić muzyka jazzowa. Jak przyznał Ruffin, "Tak naprawdę, nie mamy przy Strip kasyna, które serwowałoby dobry jazz." W skład Montreux miał również wchodzić diabelski młyn o wysokości 152 metrów.  

### El Ad
15 maja 2007 roku ogłoszono, iż korporacja El Ad Properties wykupiła New Frontier za 1.2 miliard dolarów.  El Ad, której własnością jest Plaza Hotel w Nowym Jorku, zdecydowała o wyburzeniu Frontier, by zrobić miejsce dla nowego kompleksu, Las Vegas Plaza.
16 maja ponad tysiąc pracowników New Frontier zostało poinformowanych o tym, że 16 lipca nastąpi oficjalne zamknięcie obiektu, a 13 listopada zostanie on poddany implozji. 

## "Najdłuższy strajk"
21 września 1991 roku rozpoczął się wielki strajk członków związku zawodowego kucharzy (Culinary Workers Union Local 226) wymierzony przeciw New Frontier i jego ówczesnej właścicielce, Margaret Elardi. Strajk trwał aż do 1 lutego 1998 roku i był jednym z najdłuższych w historii Las Vegas. Zakończył się wraz z przejęciem obiektu przez Ruffina.
Zgodnie z artykułem w Las Vegas Sun, podczas "najdłuższego strajku" miały miejsce następujące zdarzenia:
- 17 członków CWU Local 226 zmarło.
- Członkinie CWU, które uczestniczyły w strajku urodziły w sumie 106 dzieci.
- Dunes, Landmark, Sands i Hacienda zostały zamknięte i wyburzone.
- Przy Las Vegas Strip powstało 21.340 nowych pokoi, a konstrukcja 19.000 była w trakcie.

## Galeria

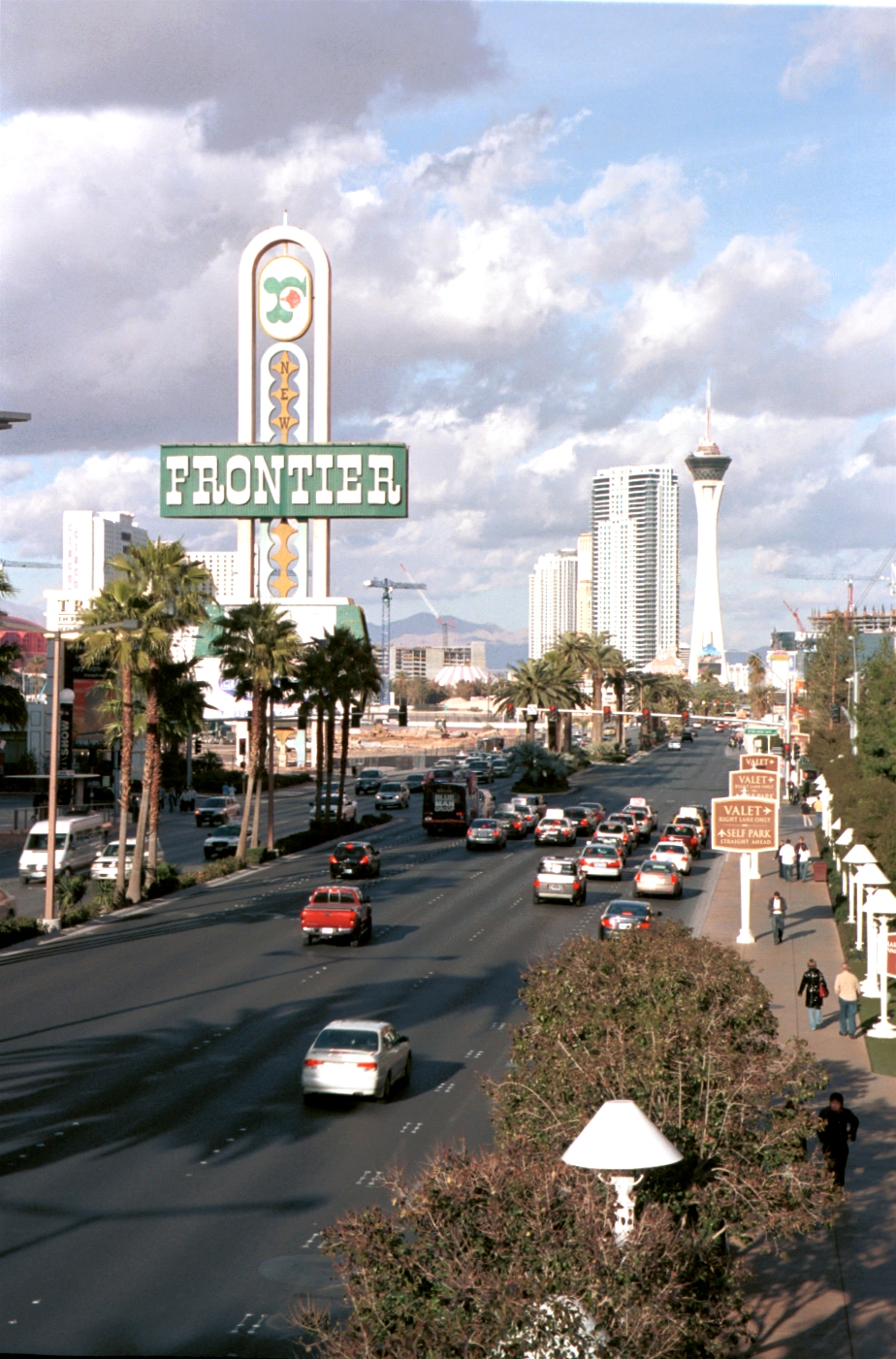
Frontier
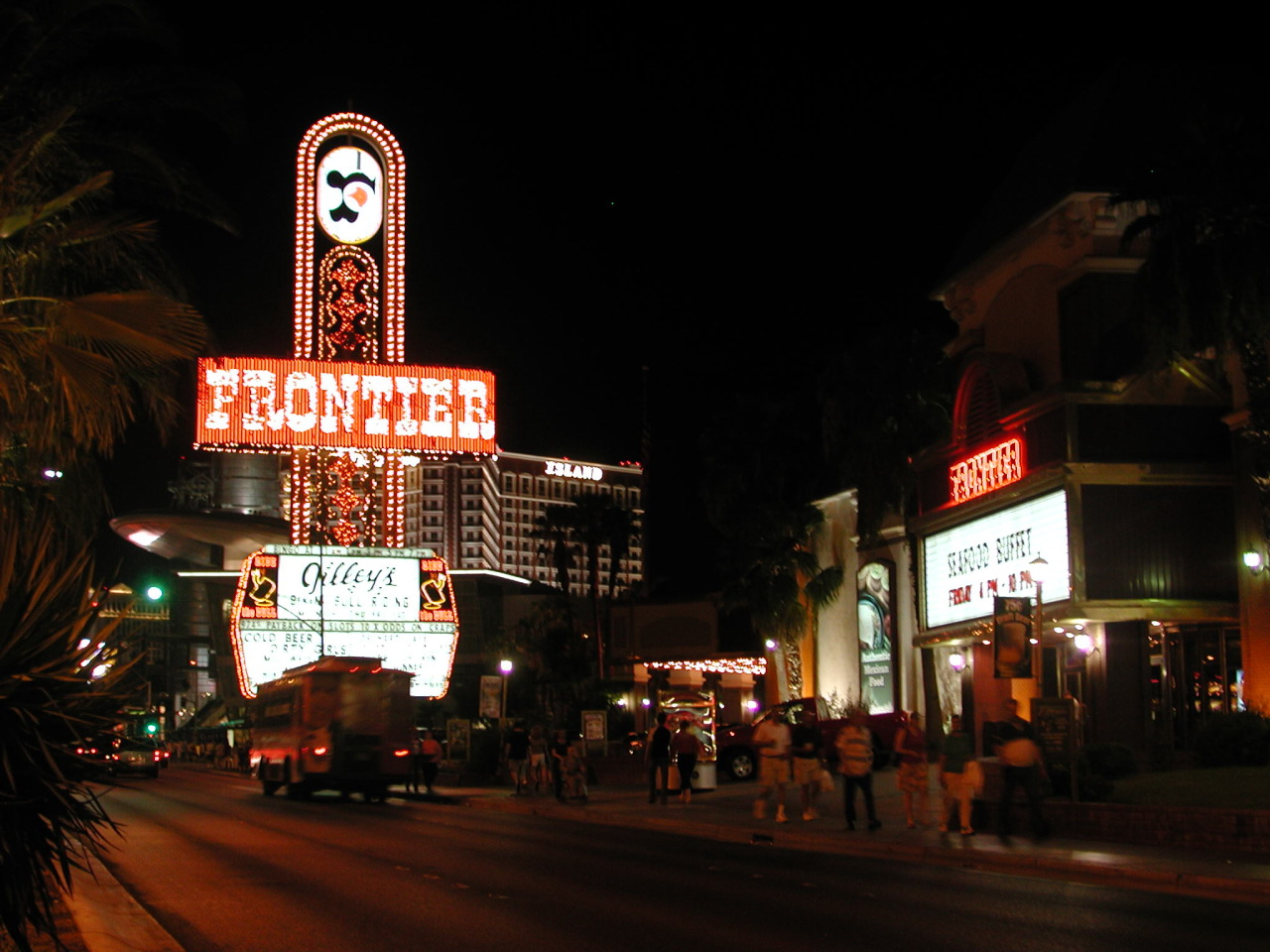
Frontier nocą